# 中国戏剧文学学会
中国戏剧文学学会是中华人民共和国戏剧文学工作者组成的社会团体，1985年成立，由中华人民共和国文化和旅游部主管。